# Schleifborste

Schleifmitteldurchsetzte Borste, stark vergrößert

Schleifborsten (seltener Schleifkornborsten) sind meist aus Kunststoffen hergestellte Borsten, deren Matrix ein Schleifmittel hinzugefügt wurde. Die Schleifborsten dienen in der Regel als Besatz von Rund-, Topf- oder Tellerbürsten und werden entweder auf handgeführten Satinier- und Poliermaschinen oder auf stationären Bürstenmaschinen eingesetzt.
Typische Einsatzzwecke von Schleifkornbürsten sind das Strukturieren von Holz- oder Natursteinoberflächen, das Satinieren von Edelstahl, das Entgraten von Werkstücken und die Intensivreinigung von Fußböden.
Kunststoffborsten haben einen deutlich größeren Durchmesser als Stahldraht, dem Standard-Besatzmaterial von Schleifbürsten. Durch den größeren Durchmesser in Kombination mit dem fein verteilten Schleifkorn erzeugen Schleifkornbürsten ein gleichmäßigeres Schliffbild als Stahlbürsten und neigen weniger dazu, auf weichen Oberflächen Riefen zu hinterlassen.
Schleifborsten mit feiner Körnung haben ein ähnliches Einsatzgebiet wie Bürsten aus Schleifvlies (Nadelvlies) und können zum Mattieren von Oberflächen verwendet werden.

## Materialien
Sehr häufig werden heute mit Schleifmittel durchsetzte Polyamidfäden (Nylon) als Besatzmaterial für Bürsten (Schleifnylonbürsten) verwendet. Als Schleifmittel werden Siliciumcarbid, Aluminiumoxid, Chromoxid, Diamant oder Zirkon in Korngrößen von typischerweise 40 bis 180 verwendet.
Der Schleifeffekt ergibt sich durch die harten und scharfen Spitzen des Schleifmaterials, das im Nylon eingeschlossen ist. Bei der Verwendung werden durch den Verschleiß des Nylons regelmäßig neue Partikel des Schleifmittels freigelegt.
Alternativ zu Kunststoffschleifborsten können speziell zum Mattieren und Satinieren von metallischen Oberflächen auch Naturfasern wie Fibre, Kordel oder einer Sisalfaser-Nessel-Kombination verwendet werden, die oft zusammen mit Mattierpasten eingesetzt werden. Teilweise enthalten die Pflanzenfasern Kieselsäure, die selber einen abrasiven Effekt hat, überwiegend erreicht man diesen jedoch durch die Verwendung schleifmittelhaltiger Polier- oder Schleifpasten.

## Verwendung
Kunststoffschleifbürsten werden im Metallbau für die Endbearbeitung von Bauteilen aus Edelstahl, zum Entgraten und zum Glätten von Oberflächen und Kanten verwendet.
Bei der Oberflächen-Mattierung von Aluminium wird typischerweise mit Arbeitsgeschwindigkeiten von 30-40 m/s gearbeitet. Das Schmelzen des Polyamids kann durch die Verringerung der Geschwindigkeit oder den Einsatz von Sprühöl verhindert werden. Auch der Einsatz von Schleif-, Bürst- bzw. Mattierungspasten ist üblich.
Kunststoffschleifbürsten eignen sich gut zur Oberflächenbearbeitung von Holz und Holzwerkstoffen, wenn eine splitterfreie und geglättete, zugleich aber lebendige und mehr oder weniger stark strukturierte Oberfläche erwünscht ist.

Zum Aufarbeiten von Fachwerkbalken und anderen Holzteilen bei der Altbausanierung können mit Kunststoff-Schleifbürsten ausgestattete elektrische Polier- oder Satiniermaschinen verwendet werden.

Auch altes und verschmutztes Holz lässt sich mit Kunststoffbürsten auf einfache Weise reinigen und zugleich von Splittern und Graten befreien, ohne dass es dabei seine Patina gänzlich verliert, wie es beim Schleifen meist der Fall ist. 